# Хонатан Віла
Хонатан Віла (ісп. Jonathan Vila, нар. 6 березня 1986, О-Порріньйо) — іспанський футболіст, захисник, півзахисник клубу «Корухо».
Виступав, зокрема, за клуб «Сельта Віго».

## Ігрова кар'єра
Народився 6 березня 1986 року в місті О-Порріньйо. Вихованець футбольної школи клубу «Сельта Віго».
У дорослому футболі дебютував 2004 року виступами за команду «Сельта Б», в якій провів два сезони, взявши участь у 77 матчах чемпіонату. 
Своєю грою за цю команду привернув увагу представників тренерського штабу клубу «Сельта Віго», до складу якого приєднався 2006 року. Відіграв за клуб з Віго наступні вісім сезонів своєї ігрової кар'єри.
Згодом з 2014 по 2019 рік грав у складі команд «Бейтар» (Єрусалим), «Реал Ов'єдо», «Рекреатіво» та «Пуне Сіті».
До складу клубу «Корухо» приєднався 2019 року. Станом на 4 липня 2022 року відіграв за клуб з Віго 27 матчів в національному чемпіонаті.